# Dochtertaal
Een dochtertaal is een taal die zich uit een andere talige variëteit heeft ontwikkeld via een ononderbroken reeks moedertaalsprekers. Door bijvoorbeeld invloed van andere talen, talige mode en kleine foutjes in het proces van taalverwerving onderscheidt de dochtertaal zich gaandeweg steeds meer van de oorspronkelijke taalvariëteit. De taalvariëteit waar de dochtertaal zich uit heeft ontwikkeld is de vooroudertaal. 
Het begrip dochtertaal wordt binnen de historische taalkunde vooral gebruikt voor modellen die deel uitmaken van de stamboomtheorie, die veronderstelt dat gemeenschappen op een bepaald moment een homogene taal gebruiken. Bij het doorgeven aan volgende generaties wordt de taal heterogener. Een oorspronkelijk homogene taalgemeenschap valt met andere woorden uiteen in meerdere  homogene taalgemeenschappen die ten opzichte van elkaar heterogeen zijn. 

## Voorbeelden van dochtertalen
- Alle Romaanse talen zijn dochtertalen van het vulgair Latijn. Met name wat betreft de grammaticale structuur wijken deze dochtertalen behoorlijk af van de taal waar ze uit zijn ontstaan. Het Frans heeft de meeste fonologische afwijkingen van het Latijn (zie ook het Oudfrans).
- Bijna alle in Europa en veel in Azië gesproken talen zijn dochtertalen van het Indo-Europees. Het bestaan van deze en andere proto-talen waar geen rechtstreekse bronnen meer van beschikbaar zijn wordt door middel van de vergelijkende methode afgeleid uit de vele overeenkomsten tussen hun (veronderstelde) dochtertalen.
- Het Afrikaans is een dochtertaal van het Nederlands, beide talen zijn onderling verstaanbaar.

## Problematische gevallen
Een type talen dat strikt genomen geen rechtstreekse dochter van de taal van vorige generaties sprekers vormt zijn de pidgintalen. Die ontstaan als in een gemeenschap een groot aantal mensen leven die de taal niet als moedertaal spreken en haar als vreemde-taalsprekers gebrekkig verwerven. Zo'n variëteit kan door een volgende generatie als moedertaal worden verworven. In de taalkunde heet ze dan een creooltaal. Zo'n creooltaal heeft in veel gevallen een woordenschat die grotendeels overlapt met de taal die als voorbeeld heeft gediend, maar een sterk vereenvoudigde grammatica.
Het komt voor dat in een gemeenschap moedertaalsprekers van een creooltaal samenleven met moedertaalsprekers van de voorbeeldtaal, die wel in het stamboommodel past. Als zulke sprekers veel eigenschappen van elkaars taal overnemen, ontstaat een nieuwe en relatief homogene variëteit met een gemengde afstamming. Onder anderen De Vries & Te Winkel en Hugo Schuchardt vermoedden voor het Afrikaans zo'n gemengde afstamming, maar dit idee is inmiddels grotendeels achterhaald.
Het stamboommodel blijkt soms te grof om het ontstaan van bepaalde relatief nieuwe of nauw verwante variëteiten te beschrijven. Toen ook deze speciale gevallen verklaard moesten worden, heeft in de 20e eeuw het golfmodel van Johannes Schmidt het als alternatief voor de stamboomtheorie aan populariteit gewonnen, met name in de dialectologie.